# Bagel

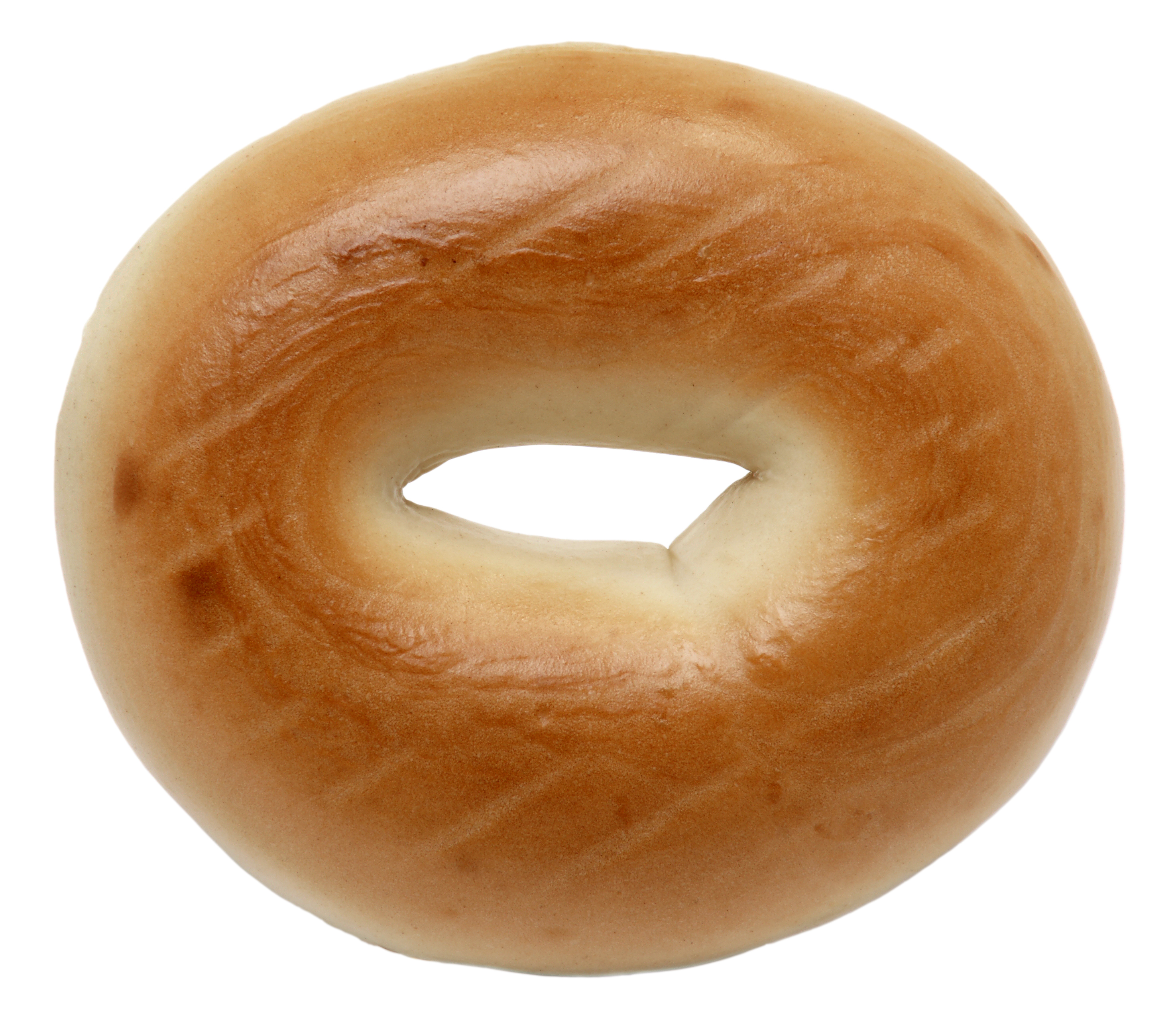
Bagel

Un bagel, uneori și beigel (din engleză bagel sau beigel [ˈbeɪgəl] din idiș בײגל‎ sau בײגעל‎ bejgl sau bajgl, YIVO-ortografie beygl) este un produs de patiserie originar din Polonia, făcut din aluat cu drojdie, care în mod tradițional se rulează manual în formă de inel.
Cel mai vechi document conservat care menționează Bagel sunt izvoarele iudaice din Cracovia din 1610. Bagel, provenea probabil din Europa Centrală sau de Est. La sfârșitul secolului al XIX-lea, ele au fost introduse de imigranți evrei din Europa de Est în Statele Unite și Canada. Acolo acestea au făcut parte începând cu anii 1970 din hrana zilnică și de atunci s-au răspândit în întreaga lume ca produse tipice americane de panificație.

## Variante

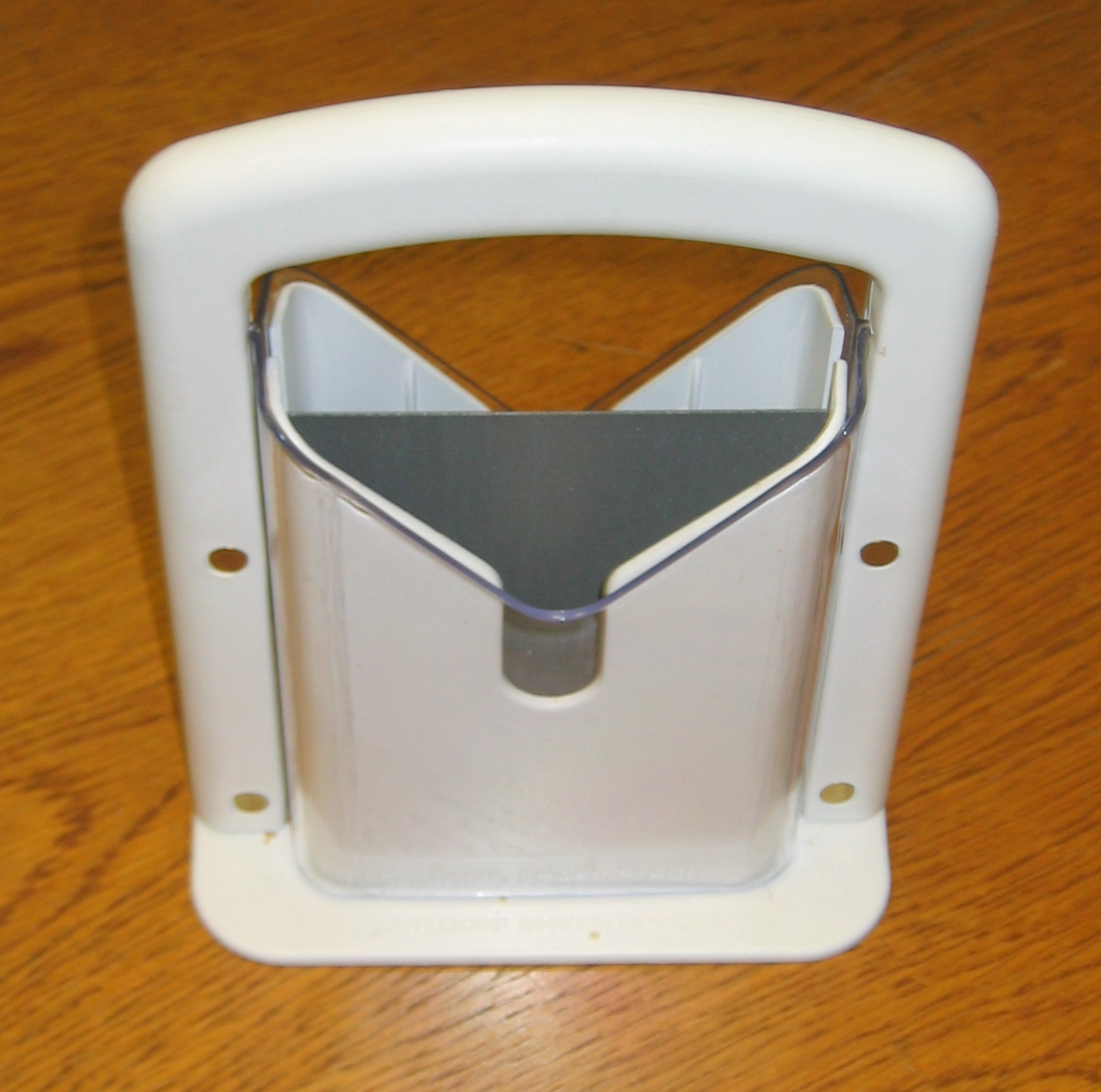
Aparat specializat pentru taierea covrigilor.

Aluatul din grâu, care conține drojdie, e fiert pentru scurtă vreme în apă, iar apoi copt. Interiorul rezultat este dens și pufos, iar exteriorul rumenit și uneori crocant. Bagelul se presară uneori înainte de coacere cu semințe, cel mai adesea de mac sau susan. Alteori se presară și sare, iar aluatul poate fi de diferite feluri (făină integrală, secară etc.)..
Bagelul e un produs popular în Statele Unite și Canada, dar și în Europa, iar metodele de fabricație diferă adesea. Ca și alte produse de panificație, bagelul poate fi găsit în supermarketuri (proaspeți sau congelați, cu diferite arome).
Design-ul clasic în formă de inel există de sute de ani și are mai multe avantaje practice: aluatul se fierbe și coace uniform, iar spațiul gol poate fi folosit pentru a înșira mai mulți bageli pe un fir (pentru transport sau pentru a îi expune corespunzător). 

## Legături externe
- en The History of Bagels, accesat pe 1 decembrie 2014